# Pobeda 1946
Pobeda 1946 is een roman van de Estse auteur en filmmaker Ilmar Taska uit 2014. Het werd in 2020 in het Nederlands uitgegeven door uitgeverij Nobelman in Groningen. Zijn in Estland bekroonde korte verhaal Pobeda uit 2014 groeide uit tot de roman Pobeda 1946.

## Samenvatting
De roman speelt zich af in het Estland van 1946. Het IJzeren gordijn verdeelt Europa. De Sovjet-Unie houdt Estland in de greep. De geheime dienst heeft overal ogen en oren. Een zesjarige jongen, die gefascineerd is door een meneer in een GAZ M20 Pobeda, met wie hij ritjes maakt, verraadt nietsvermoedend zijn beide ouders.     

## Trivia
- Pobeda is Russisch voor overwinning.
- De Pobeda was de eerste Sovjet-auto die zonder buitenlandse hulp en tegen de laagste kosten werd gebouwd.